# Farsetia longistyla
Farsetia longistyla là một loài thực vật có hoa trong họ Cải. Loài này được Baker mô tả khoa học đầu tiên năm 1895.